# Poisson Pilote
Pour l’article homonyme, voir Poisson pilote.

Logo de la collection

Poisson Pilote est une collection de bande dessinée de l'éditeur Dargaud publiant des albums humoristiques 
d'auteurs pour la plupart apparus après les années 1990 et influencés par la mouvance alternative.
La collection a été créée en 2000 et le dernier album paru sous ce label date de 2011.
Son ISSN est 1639-4135.

## Albums de la collection[2]

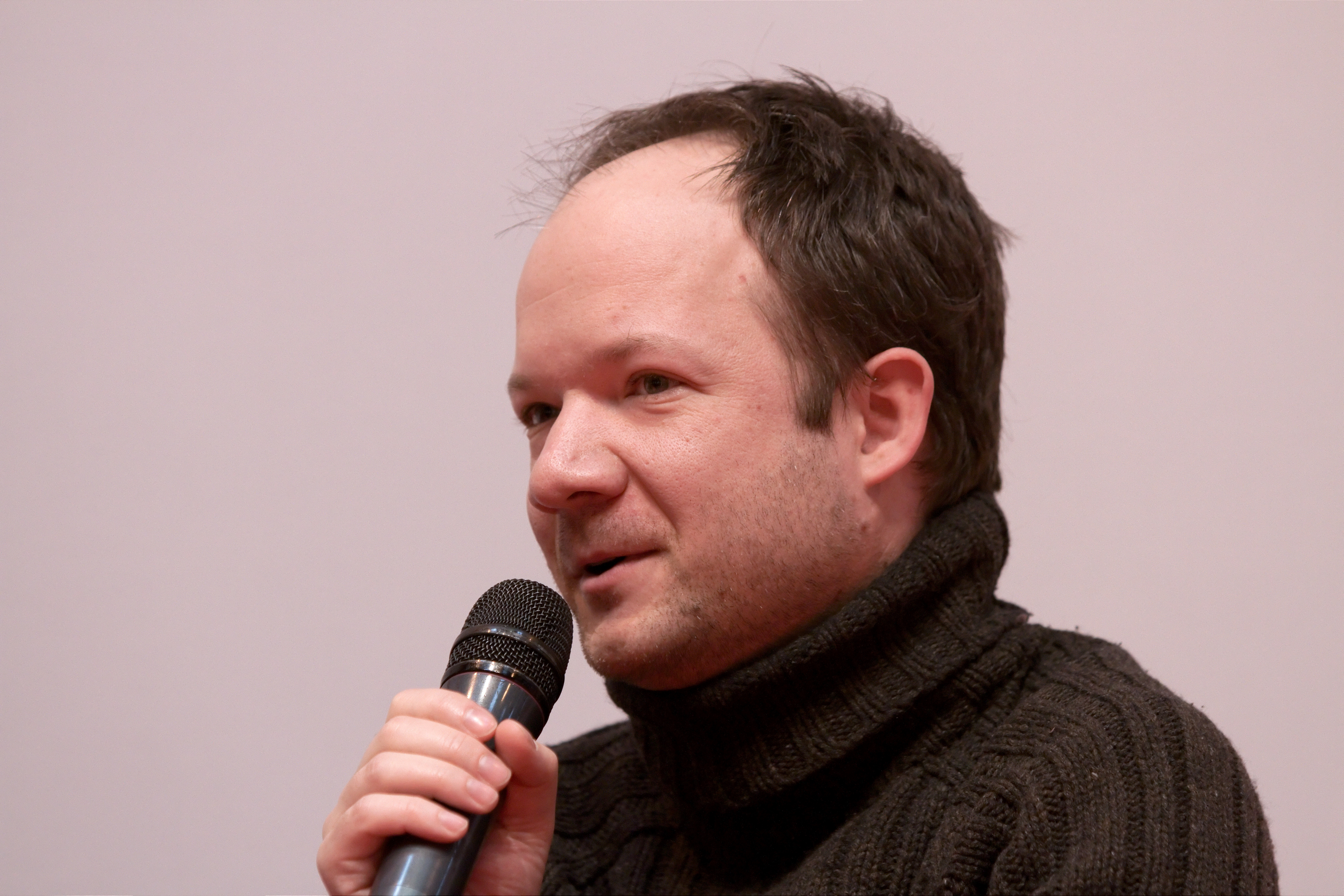
L'auteur Mathieu Sapin lors du débat consacré par le Salon du Livre de Paris 2010 à l'histoire de la collection.

- Aleksis Strogonov d'Émile Bravo et Jean Regnaud
- The Autobiography of a Mitroll de Guillaume Bouzard
- Une aventure rocambolesque de... de Manu Larcenet et Daniel Casanave
- Back in Town d'Anne Baraou et Nicolas Hubesch
- Biotope d'Appollo et Brüno
- Bipèdes de Pluttark
- Braise de Bertrand Bouton et Cédric Fortier
- Casiers judiciaires de Lefred Thouron et Diego Aranega
- Célébritiz de Lewis Trondheim et Ville Ranta
- Le Chat du Rabbin de Joann Sfar
- Les Chercheurs de trésor de David B.
- Commando colonial d'Appollo et Brüno
- Les Cosmonautes du futur de Lewis Trondheim et Manu Larcenet
- Les Couleurs de l'infamie d'Albert Cossery et Golo
- Dans mon open space de James
- De Gaulle à la plage de Ferri
- Une enquête du commissaire Crémèr de Daniel Casanave et David Vandermeulen
- Les Entremondes de Manu Larcenet et Patrice Larcenet
- Fables de la Poubelle du Collectif Fables de la Poubelle et Jean-Paul Krassinsky
- Football Football de Guillaume Bouzard
- Les Formidables Aventures de Lapinot de Lewis Trondheim et Frank Le Gall
- Les Formidables Aventures sans Lapinot de Lewis Trondheim
- Francis Blatte de Mathieu Sapin
- Gilgamesh de Gwen de Bonneval et Frantz Duchazeau
- Hiram Lowatt & Placido de David B. et Christophe Blain
- Inspecteur Moroni de Guy Delisle
- Isaac le pirate de Christophe Blain
- Le Minuscule Mousquetaire de Joann Sfar
- Miss Pas Touche de Kerascoët
- Nic Oumouk de Manu Larcenet
- No Sex in New-York de Riad Sattouf
- La Nuit de l'inca de Fabien Vehlmann et Frantz Duchazeau
- Paulette Comète de Christian Rossi et Mathieu Sapin
- Les Pauvres Aventures de Jérémie de Riad Sattouf
- Les Petites Prouesses de Clara Pilpoile d'Anne Simon
- Petits Contes noirs de Frank Le Gall et Pierre Le Gall
- Pour l'Empire de Bastien Vivès et Merwan Chabane
- Le Retour à la terre de Jean-Yves Ferri, Manu Larcenet et Brigitte Findakly
- Samedi et Dimanche de Fabien Vehlmann et Gwen De Bonneval
- Le Singe qui aimait les fleurs de Jean-Paul Krassinsky
- La Sirène des Pompiers de Hubert et Zanzim
- Socrate le demi-chien de Christophe Blain et Joann Sfar
- Le Stéréo-Club de Hervé Bourhis et Rudy Spiessert
- Supermurgeman de Mathieu Sapin
- Tout va bien de Denis Robert et Thomas Clément
- Venezia de Fabrice Parme et Lewis Trondheim
- Victor Lalouz de Diego Aranega
- La Ville des mauvais rêves de David B. et Joann Sfar
- La Voleuse du Père-Fauteuil d'Eric Omond et Yoann

### Documentation
- Jean-Philippe Martin, « De l'esprit des “Spéciales” : “Poisson Pilote” », dans 9e Art no 10, Centre national de la bande dessinée et de l'image, octobre 2004, p. 35-37